# Torsten Laen
Torsten Laen, né le 26 novembre 1979 à Odense, est un ancien handballeur danois évoluant au poste de pivot.

## Palmarès

### En club
Compétitions internationales
- Vainqueur de la Ligue des champions (2) : 2008 et 2009
- Vainqueur de la Supercoupe d'Europe (1) : 2007-08

Compétitions nationales
- Vainqueur du Championnat du Danemark (1) : 2000, 2007, 2004, 2014 et 2015
- Vainqueur de la Coupe du Danemark (2) : 2002, 2003, 2005
- Vainqueur du Champion d'Espagne (2) : 2008 et 2009
- Vainqueur de la Coupe du Roi (1) : 2008
  - Finaliste en 2009
- Vainqueur de la Coupe ASOBAL (1) : 2008
- Vainqueur de la Supercoupe d'Espagne (1) : 2008
  - Finaliste en 2009

### En sélection
- 1re sélection le 26 décembre 1999 face à l' Autriche[1]
- 152 sélections et 257 buts marqués[1]

Championnats d'Europe
- Médaille de bronze au Championnat d'Europe 2002,  Suède
- Médaille de bronze au Championnat d'Europe 2004,  Slovénie
- 5e place au Championnat d'Europe 2010,  Autriche

Championnats du monde
- 4e place au Championnat du monde 2009,  Croatie

Championnat du monde junior
- Médaille d'or au Championnat du monde junior en 1999,  Qatar